# Prionopaltis
Prionopaltis és un gènere d'arnes de la família Crambidae descrit per William Warren el 1892.

## Taxonomia
- Prionopaltis consocia Warren, 1892[3]
- Prionopaltis sericea Warren, 1892[3]
- Prionopaltis subdentalis Swinhoe, 1894[4]